# Шарнир с равни ъглови скорости
Шарнирите (наричани популярно външно каре, хомокинетичен шарнир (от др.-гр. ὁμός – „равен/еднакъв“ и κίνησις – „движение“, „скорост“), англ. Constant-velocity- CV joints) позволяват на вал да предава мощност през променлив ъгъл, с постоянна скорост на въртене, без значително увеличаване на триенето или биене. Използват се основно в превозни средства с предно предаване.
Каретата са защитени от гумен маншон, обикновено изпълнен с молибденова грес (съдържа MoS2, 3-5 %). При пукнатини в маншона попадащата вода води до реакция MoS2 + (2)H2O = MoO2 + (2) H2S като молибденовия двуокис има силно абразивно действие.

## История
Карданната връзка едно от най-ранните средства за предаване на мощност между два вала под ъгъл, е изобретена от Gerolamo Cardano през 16 век. Тя не успява да поддържа постоянна скорост по време на въртене и е подобрена от Робърт Хук през 17 век, който предлага първата връзка с постоянна скорост, състояща се от две карданови карета, изместени с 90 градуса, за да се елиминират колебанията в скоростта. Това наричаме двойно карданно каре.

## Ранни автомобилни задвижващи системи
Ранните системи за задвижване на предните колела ползвани в Citroën Traction Avant и предните оси на Ланд ровър и подобни автомобили с четири задвижващи колела, използват карданни карета а не CV joints / сачмени карета/ шарнири с равни ъглови скорости. Те са лесни за изработка и могат да бъдат невероятно здрави и все още се използват за осигуряване на гъвкаво съединение в някои задвижващи валове, където няма много движение. Те обаче стават „назъбени“ и трудно се завиват, когато се експлоатират под екстремни ъгли.

## Първите шарнири с равни ъглови скорости
Тъй като системите за задвижване на предните колела станаха все по-популярни, при автомобили като BMC Mini, използващи компактни напречно разположени двигатели, недостатъците на карданните връзки в предните оси стават все по-очевидни. Въз основа на дизайн от Alfred H. Rzeppa която е подадена за патент през 1927 година  (Tracta шарнир, проектиран от Pierre Fenaille за Tracta company е подаден за патент през 1926 г. ), шарнирите с постоянна скорост решават много от тези проблеми. Те позволяват плавен пренос на мощност, въпреки широкия диапазон от ъгли, през които се огъват.

## Rzeppa шарнир
А Rzeppa шарнир (изобретен от Alfred H. Rzеррапрез 1926 г.) се състои от сферично тяло с 6 външни канала в подобна обвиваща външна обвивка. Всеки жлеб води една сачма. Входният вал се побира в центъра на голямо, стоманено, звездообразно „зъбно колело“, което гнезди вътре в кръгла клетка. Клетката е сферична, но с отворени краища и обикновено има шест отвора по периметъра. Тази клетка и зъбни колела се вписват в резбована чаша, която има прикрепен и резбован вал към нея. Шест големи стоманени топки седят вътре в каналите на чашата и се вписват в отворите на клетката, сгушени в каналите на звездното зъбно колело. След това изходният вал на чашата преминава през лагера на колелото и е закрепен от гайката на оста. Тази връзка може да понесе големите промени на ъгъла, когато предните колела са завъртени от кормилната система; типичните Rzeppa карета позволяват 45 ° -48 ° несъосност, докато някои могат да дадат 54 °. 
- Rzeppa шарнир
- Rzeppa шарнир в сравнение с монета от 1 евро
- Rzeppa шарнир

## Трипалцово каре
Тези карета се използват на вътрешния край на задвижващите валове на автомобилите. Разработени от Мишел Орейн, от Glaenzer Spicer от Франция. Шарнира има трипалцова втулка на шлици към вала а на палците има бъчвообразно издути втулки върху иглени лагери. Те влизат в чаша с три съвпадащи канала, прикрепена към диференциала. Тъй като има само значително движение по една ос, тази проста подредба работи добре. Те също така позволяват аксиално движение на „потопяване“ на вала, така че люлеенето на двигателя и други ефекти да не натоварват лагерите. Типични показатели са 50 мм аксиален ход на вала и 26 градуса на ъгловото отклонение. шарнира няма толкова голям ъглов диапазон, колкото много от другите видове съединения, но има тенденция да бъде по-нисък в цената и по-ефективен. Поради това той обикновено се използва в конфигурации на превозни средства със задно задвижване или от вътрешната страна на превозните средства с предно задвижване, където необходимия обхват на движение е по-малък.